# Jana Pittman
Jana Emily Pittman-Rawlinson, avstralska atletinja in tekmovalka v bobu, * 9. november 1982, Sydney, Avstralija.
V atletiki je nastopila na poletnih olimpijskih igrah v letih 2000 in 2004, ko je osvojila peto mesto v teku na 400 m z ovirami. Na svetovnih prvenstvih je v isti disciplini osvojila naslova prvakinje v letih 2003 in 2007, na igrah Skupnosti narodov pa zlati medalji v teku na 400 m z ovirami in štafeti 4x400 m v letih 2002 in 2006.
V bobu je nastopila na zimskih olimpijskih igrah leta 2014 in osvojila štirinajsto mesto v dvosedu. 